# Магкеєв Станіслав Альбертович
Станіслав Альбертович Магкеєв (рос. Станислав Альбертович Магкеев, нар. 27 березня 1998, Владикавказ) — російський футболіст, захисник клубу «Нижній Новгород».
Виступав, зокрема, за клуб «Локомотив-Казанка».

## Ігрова кар'єра

### Ранні роки
Народився 27 березня 1998 року в місті Владикавказ, в дитинстві займався тхеквондо, в сім років вирішив переключитися на футбол. З 2014 року в структурі «Локомотива» — в академії клубу грав в опорній зоні, після переходу в молодіжну команду був переведений на позицію захисника.

### «Локомотив»
У сезоні 2018/19 грав у юнацькій лізі УЄФА і в фарм-клубі «Локомотива» «Казанці». Дебютував за основну команду 26 травня 2019 у матчі проти «Уфи», замінивши на 90-й хвилині Смолова.
9 серпня 2020 року продовжив контракт на чотири роки.
За підсумками 2020 року Магкеев став номінантом премії «Перша п'ятірка», яку вручають щорічно з 2002 року кращому молодому гравцеві російського футболу.

## Благодійність
Магкеєв, за словами його друзів, регулярно жертвує гроші на благодійність. У листопаді 2020 Станіслав підключився до збору коштів, що проводився благодійним дитячим фондом, на протези ніг для шестирічного хлопчика Іллі і додав суму в кілька мільйонів рублів.

## Досягнення
Локомотив
- Срібний призер чемпіонату Росії: 2019/20
- Володар Суперкубка Росії: 2019
- Володар Кубка Росії: 2020/21